# Martin Friedrich Seidel

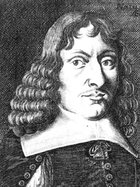
Martin Friedrich Seidel

Martin Friedrich Seidel (* 18. Februar 1621 in Berlin; † Mai 1693 ebenda) war ein Jurist, kurfürstlich-brandenburgischer Kammergerichtsrat und schwedisch-pommerscher Hofgerichtsrat. Er gilt als einer der wichtigen Geschichtsforscher seiner Zeit in Brandenburg.

## Leben
Martin Friedrich war ein Sohn des Juristen und kurfürstlichen Rats Erasmus Seidel (1594–1655), die Mutter stammte aus Pommern. Er besuchte das Gymnasium in Joachimsthal und dann das Gymnasium zum Grauen Kloster in Berlin. Danach studierte Seidel möglicherweise in Frankfurt (Oder) und Königsberg, wo der Vater eine Zeit lang lebte. Anschließend hielt er sich kurze Zeit in Thorn auf und ging dann zur Familie nach Cleve, wo der Vater in brandenburgischen Diensten stand. Im nahegelegenen Köln machte er seine wichtigsten geografischen Studien und kam auch in Berührung mit dem Katholizismus.
Von 1641 bis 1643 war Seidel in Frankfurt (Oder) und lebte bei dem Juristen Johann Brunnemann. Als Erzieher der Freiherren von Strünkede ging er mit diesen an die Universität in Marburg, wo er als bisheriger irenischer Calixtiner sich dem orthodoxen Luthertum annäherte.
Nach Reisen durch Holland und Frankreich wurde Seidel kurfürstlich-brandenburgischer Kammergerichtsrat in Berlin. Als er sich 1670 jedoch weigerte, den von allen Geistlichen und Juristen geforderten Toleranzrevers zu unterschreiben, führte dies zu seiner Entlassung.  Seidel ging daraufhin in schwedisch-pommersche Dienste und wurde Hofgerichtsrat. 1675 empfing er als solcher den brandenburgischen Kurfürsten Friedrich Wilhelm in Stralsund, das dieser gerade erobert hatte. Daraufhin wurde er wieder in seine frühere Stellung als Kammergerichtsrat in Berlin eingesetzt.
Seidel führte Ausgrabungen auf jungbronzezeitlichen Urnengräberfeldern durch, z. B. 1666 in der Gemarkung Lichtenberg bei Frankfurt (Oder) oder 1685 bei Müllrose. Das Protokoll der erstgenannten Ausgrabungen ist der älteste bekannte Grabungsbericht aus der Mark Brandenburg.
Er vermählte sich 1649 mit Martha Sophia von Kohl (1624–1650), Tochter des Vizekanzlers Andreas von Kohl.
Der einzige Sohn Andreas Erasmus (* 1650) ging in diplomatischem Dienst in die Levante, wurde jedoch 1692 vom Vater zurückgerufen und lebte danach in Frankfurt (Oder).

## Publikationen
Bildersammlung
Martin Friedrich Seidel veröffentlichte 100 Kupferstiche bedeutender Brandenburger (ohne Biographien)
- Icones Et Elogia Virorum Aliquot Praestantium : Qui Multum Studiis Suis Consiliisq[ue] Marchiam Olim Nostram Iuverunt Ac Illustrarunt / Nunc Vero Tanquam Phoenices Ex Cineribus Redivivi Sistuntur Ex Collectione Martini Friderici Seidel Consiliarii Brandenburgici, [1671] Digitalisat

Georg Gottfried Küster übernahm diese Drucke und ergänzte für jede Person eine Biographie
- Martin Friedrich Seidels Bilder-Sammlung. Berlin 1751 Digitalisat,  Digitalisat

 Vaticinium Lehninense 
In seinem Nachlass soll eine Handschrift des Vaticinium Lehninense gefunden worden sein; er gilt darum als einer der möglichen Verfasser.
Weitere Schriften
Martin Friedrich Seidel gilt als wichtigster brandenburgischer Geschichtsforscher seiner Zeit, trotzdem sind nur wenige Schriften von ihm bekannt.
- Thesaurus orcivus marchicus, 1660, neu herausgegeben 1972 von Horst Kirchner
- Der Hoch-Adeliche Märcker/ Das ist: Eine Lob- und Gedächtniß-Schrifft/ Darinn Der weiland ... Herr Claus Ernst von Platen/ Sr. Churfürstl. Durchl. zu Brandenburg gewesener Geheimter Estat und Krieges-Raht (...) und Director des Priegnitzirischen Creyses (...) Nach dem Derselbe am 14. Junii/ Anno 1669. im 57sten Jahre (...) durch einen zwar frühzeitigen/ doch seligen Tod hinweggenommen: Auff Begehren mit trauriger Hand und Hertzen kürtzlich fürgestellet und beklaget worden, Berlin 1670